# 関雅夫
関 雅夫（せき まさお、1955年8月13日 - ）は、日本のベーシスト、作詞家。静岡県出身。
ハイ・ファイ・セット、原田真二、浜田省吾、織田哲郎、中村雅俊、葉山たけし、寺尾聰、庄野真代、稲垣潤一、松山千春、中村あゆみ、久保田早紀、つのだ☆ひろ、などのサポートミュージシャンとして活動。

## 来歴
- 1976年 - ハイ・ファイ・セットのサポートメンバーとして活動。
- 1978年 - 原田真二&クライシスのメンバーとして活動。
- 1983年 - 佐藤宣彦「EVERY NIGHT AND DAY」を機に作詞活動を開始。同時期に織田哲郎のサポートミュージシャンとして活動。
- 1990年 - 浜田省吾のサポートミュージシャンとして活動。1997年まで担当する。
- 2000年 - 柿島伸次のアルバム「げんこつ」をサウンドプロデュース。
- 2004年 - 佐藤宣彦らとMARICIを結成。
- 2009年 - ロックジャズバンド、Jazzealとして活動開始。
- 2007年 - 松山千春のサポートミュージシャンとして活動。
- 2011年 - 宮原学のサポートミュージシャンとして活動[1]。これを機に、宮原が2012年にリリースした「JAPAN」のカップリング「BALLADE」の作詞を担当。
- 2012年 - 葉山たけしのサポートミュージシャンとして活動[2]。

## レコーディング参加
- 織田哲郎『Ships』
- 久宝留理子
- KENZI『ON TIME』
- 佐久間学『NINETEEN BLUE』
- 佐藤宣彦『NOV』『SPANISH HARLEM NIGHT』
- ZNX『ZNX』『POWER HOUSE』
- 鈴木康博「燃ゆる心あるかぎり」『それぞれの街角で』
- 高橋克典『HEEL』『BREATHLESS』
- 田村直美「Thanks a million」
- 中村あゆみ
- 中崎英也『BLUE DAYS』
- 浜田省吾「SILENCE」「LONELY-愛という約束事」『誰がために鐘は鳴る』『ROAD OUT "TRACKS"』
- BEREEVE『REAL EYES』「本気でも嘘でもいい｣
- 古村敏比古
- 松田樹利亜「I WANT YOU」
- 横関敦『BRILLIANT PICTURES』『DINOSAUR』

## 作詞提供
- 佐藤宣彦「EVERY NIGHT AND DAY」
- 柴野繁幸「むぎばたけのうちゅうじん」（作曲：西川進） - 「ひらけ!ポンキッキ」挿入歌
- 髙橋真梨子
- 林田健司「遊園地」 - NHK「みんなのうた」1990年10月・11月度使用楽曲[3]
- FENCE OF DEFENSE「SENSUAL POLITICIAN」
- 古村敏比古「奇想」「幻夢楼」
- 古谷徹「時を超えて…」
- 宮原学「BALLADE」